# Ente Nazionale Sementi Elette
L'Ente Nazionale Sementi Elette (ENSE) (en français « Agence nationale de certification des semences ») était un établissement public italien rattaché au ministère de l'Agriculture dont la mission était le contrôle de la production et de la commercialisation des semences certifiées. Créé en 1954, il fut supprimé en 2010. Ses compétences sont désormais du ressort de l'Istituto Nazionale di Ricerca per gli Alimenti e la Nutrizione (INRAN) (Institut national de recherche sur les aliments et la nutrition).